# 安德烈·沙韦
安德烈·沙韦（法語：André Chavet，1930年7月13日—2005年6月4日），法国篮球运动员。他曾代表法国国家队参加1952年夏季奥运会男子篮球比赛，最终获得第八名。他也曾获得1959年欧洲篮球锦标赛季军。